# Episodi di Naruto: Shippuden (quarta stagione)
La Saga di Hidan e Kakuzu: i distruttori immortali (不死の破壊者、飛段・角都の章?, Fushi no hakaisha, Hidan to Kakuzu no shō) costituisce la quarta stagione della serie televisiva anime Naruto: Shippuden ed è composta dagli episodi che vanno dal 72 all'88. La regia è di Hayato Date ed è prodotta da TV Tokyo e Studio Pierrot. Gli episodi sono adattati dalla seconda parte del manga di Masashi Kishimoto Naruto e seguono il confronto fra i ninja del Villaggio della Foglia e due membri dell'Organizzazione Alba, Hidan e Kakuzu.
La quarta stagione è andata in onda in Giappone dal 21 agosto al11 dicembre 2008 su TV Tokyo. In Italia, gli episodi fino al 79 sono stati trasmessi su Italia 1 da novembre a dicembre 2009 mentre i restanti sono andati in onda su Hiro da maggio a giugno 2010 e in chiaro su Italia 1 dal 4 febbraio al 16 febbraio 2011. È stata ritrasmessa integralmente dal 21 al 29 gennaio 2015 su Italia 2.
La stagione adotta due sigle di apertura: Blue Bird (ブルーバード? lett."Uccello blu") di Ikimono Gakari (episodi 72-77) e Closer di Joe Inoue (episodi 78-88), e due sigle di chiusura: Broken Youth dei Nico Touches the Walls (episodi 72-77) e Long Kiss Good Bye degli Halcali (episodi 78-88).

## Lista episodi
| Nº | Titolo italiano Giapponese 「Kanji」 - Rōmaji | In onda           | In onda          |
| Nº | Titolo italiano Giapponese 「Kanji」 - Rōmaji | Giapponese        | Italiano         |
| 72 | La minaccia si avvicina 「忍び寄る脅威」 - Shinobiyoru kyōi | 21 agosto 2008    | 19 novembre 2009 |
| 72 | Mentre il villaggio si sta riprendendo dall'invasione, giunge un rapporto da Jiraiya e Kakashi (partiti per spiare un eventuale spostamento di Alba ai confini del Paese) nel quale viene affermato che due ninja stanno sconfiggendo i Paesi confinanti: si tratta proprio di Hidan e Kakuzu. Questi, nel frattempo, riescono a sconfiggere Nii Yugito, trasformata in Demone Gatto, e Kakuzu, alla fine dello scontro, afferma che il loro prossimo obiettivo sarà il Paese del Fuoco. |                   |                  |
| 73 | L'invasione dell'Organizzazione Alba 「暁侵攻」 - Akatsuki shinkō | 28 agosto 2008    | 24 novembre 2009 |
| 73 | Appena concluso lo scontro, arriva Zetsu a prelevare il corpo di Nii Yugito. Hidan e Kakuzu si dirigono verso il Paese del Fuoco in cerca di un'altra forza portante. Giungono al tempio del Fuoco dove vengono affrontati da Chiriku che, però, ha la peggio. Kakuzu decide di vendere il cadavere per intascare la sua taglia di 30 milioni di ryo. Nel frattempo, Naruto riprende l'allenamento con Kakashi e Yamato e, dopo avere nuovamente tagliato le foglie con le copie, passa alla seconda fase: tagliare una cascata creata da Yamato. |                   |                  |
| 74 | Sotto le stelle 「星空の下で」 - Hoshizora no moto de | 4 settembre 2008  | 26 novembre 2009 |
| 74 | Hidan e Kakuzu portano con sé il cadavere di Chiriku per riscattare la taglia. Tsunade invia venti squadre alla loro ricerca per fermarli e Naruto continua a allenarsi nel tagliare una cascata usando un gran numero di copie giorno e notte, sotto la sorveglianza di Kakashi e Yamato. Una notte, Sakura, seduta sul proprio letto a guardare una vecchia foto del Team 7, pensa a Sasuke, a Naruto e alle parole di Yamato versando, infine, una lacrima. Il giorno seguente, Naruto riesce, finalmente, a tagliare la cascata completando, così, la seconda fase dell'addestramento. |                   |                  |
| 75 | La preghiera del monaco 「老僧の祈り」 - Rōsō no inori | 11 settembre 2008 | 1º dicembre 2009 |
| 75 | Le venti squadre continuano la ricerca e il team composto da Asuma, Shikamaru, Izumo e Kotetsu giunge al tempio del Fuoco dove trovano i cadaveri dei monaci, eccetto quello di Chiriku. Saputo che su quest'ultimo pende una taglia, Shikamaru intuisce che lo stanno portando a una stazione di scambio e, così, avvertono le altre 19 squadre di recarsi nelle cinque stazioni del Paese mentre un vecchio monaco avverte Asuma del pericolo dato che anche lui ha una taglia, superiore di 5 milioni di ryo a quella di Chiriku. Intanto, Kakashi, dopo avere portato Naruto a rifocillarsi da Ichiraku, mostra al ragazzo una cosa interessante: il Jonin esegue un Rasengan. |                   |                  |
| 76 | Il passo successivo 「次なる段階」 - Tsuginaru suteppu | 25 settembre 2008 | 3 dicembre 2009  |
| 76 | Kakashi spiega a Naruto che il Rasengan è una tecnica incompleta, infatti, il suo maestro (il Quarto Hokage) aveva creato la tecnica con lo scopo di fonderla con il chakra elementale e confessa al ragazzo che lo reputa l'unico in grado di sorpassare l'Hokage. Naruto, incoraggiato da tali parole, inizia la terza e ultima fase dell'addestramento. Intanto, Hidan e Kakuzu arrivano al punto di scambio dove riscuotono il denaro della taglia di Chiriku. |                   |                  |
| 77 | Il Generale d'Argento 「棒銀」 - Bōgin | 25 settembre 2008 | 8 dicembre 2009  |
| 77 | Mentre gli altri gruppi sono alla ricerca del duo, il team di Asuma localizza la loro posizione e tende un'imboscata a Hidan ferendolo gravemente, ma questi è ancora vivo e sembra non provare dolore. Allora, Asuma inizia a combattere contro Hidan mentre Shikamaru lo supporta con le ombre. Izumo e Kotetsu tengono sott'occhio Kakuzu che osserva il combattimento del compagno senza intervenire. Hidan riesce a ferire Asuma e, dopo avere bevuto il sangue perso dall'avversario, disegna un cerchio per terra e vi si posiziona all'interno mentre Asuma lo colpisce in pieno con una tecnica di fuoco. |                   |                  |
| 78 | Giudizio finale 「下された裁き」 - Kudasareta sabaki | 2 ottobre 2008    | 10 dicembre 2009 |
| 78 | Nonostante sia stato colpito in pieno, Hidan non sembra affatto soffrire, ma è Asuma stesso a accusare il colpo: Hidan è in grado di "condividere" il dolore con l'avversario (a condizione che abbia bevuto il suo sangue e sia dentro il cerchio). Shikamaru riesce, comunque, a intrappolarlo con le sue tecniche permettendo, così, al suo maestro di decapitarlo mentre Kakuzu continua a osservare tranquillo il combattimento. |                   |                  |
| 79 | Grido soffocato 「届かぬ絶叫」 - Todokanu zekkyō | 2 ottobre 2008    | 15 dicembre 2009 |
| 79 | Hidan è ancora vivo e Kakuzu gli ricuce la testa al corpo (grazie a delle specie di fibre che fuoriescono dalle sue mani) e inizia a colpire violentemente Asuma che sviene. Anche Shikamaru è allo stremo delle forze e Kakuzu ne approfitta per attaccarlo. Izumo e Kotetsu intervengono in suo aiuto, ma vengono sopraffatti facilmente dalla superiorità dell'avversario. Nel frattempo, Hidan tenta di sferrare il colpo di grazia ad Asuma che lo evita e colpisce in pieno proprio Hidan, il quale era già rientrato nel cerchio e Asuma accusa il colpo. Hidan si trafigge ancora ferendo gravemente il Jonin. |                   |                  |
| 80 | Le ultime parole 「最期の言葉」 - Saigo no kotoba | 16 ottobre 2008   | 28 maggio 2010   |
| 80 | Ormai, Asuma sembra prossimo alla morte, ma i due membri di Alba vengono fermati dal team composto da Choji, Ino, Raido e Aoba. Hidan e Kakuzu vengono contattati da Pain che ordina loro di raggiungere gli altri per sigillare l'ultimo cercoterio catturato e questi se ne vanno. Nonostante le ferite, Asuma augura ai suoi ex-allievi di diventare più forti e sussurra qualcosa a Shikamaru per poi fumarsi la sua ultima sigaretta e morire. |                   |                  |
| 81 | La triste notizia 「悲しき報せ」 - Kanashiki shirase | 23 ottobre 2008   | 29 maggio 2010   |
| 81 | Naruto continua l'allenamento che si rivela sempre più arduo e complicato. Egli scopre che, per creare la sua nuova tecnica, ha bisogno di un'altra copia. Intanto, Alba sta sigillando il Gatto a Due Code e Pain coglie l'occasione per spiegare che l'obiettivo finale dell'organizzazione è conquistare il mondo. Il Villaggio della Foglia viene a sapere del decesso di Asuma. |                   |                  |
| 82 | Squadra dieci 「第十班」 - Daijuppan | 30 ottobre 2008   | 30 maggio 2010   |
| 82 | Al funerale di Asuma prendono parte tutti i ninja, eccetto Shikamaru che, accecato dalla rabbia, inizia a prepararsi per vendicare il maestro. Una mattina, lui, Ino e Choji partono per scovare il duo di Alba e, nonostante le proteste di Tsunade, al trio si aggrega anche Kakashi. |                   |                  |
| 83 | Obiettivo agganciato 「標的捕捉」 - Tāgetto rokkuon | 6 novembre 2008   | 31 maggio 2010   |
| 83 | L'Organizzazione Alba ha ormai terminato di estrarre il Gatto a Due Code e, così, Hidan e Kakuzu si rimettono in viaggio alla ricerca della Volpe a Nove Code. Naruto, nel frattempo, sta continuando l'allenamento con Yamato. Il Team 10, insieme a Kakashi, tende un'imboscata ai due membri di Alba. Shikamaru riesce a immobilizzare i due con il controllo dell'ombra, ma Kakuzu riesce a liberarsi utilizzando nuovamente le fibre che fuoriescono dal suo corpo; tuttavia, viene colpito da un attacco di Choji. |                   |                  |
| 84 | Le abilità di Kakuzu 「角都の能力」 - Kakuzu no nōryoku | 13 novembre 2008  | 1º giugno 2010   |
| 84 | Naruto continua a fare progressi e Yamato decide di spiegargli i rapporti tra i cinque chakra fondamentali: il vento di Naruto è debole contro il fuoco di Sasuke, ma è forte contro il fulmine di quest'ultimo. Kakuzu resiste all'attacco di Choji, ma viene colpito alle spalle da Kakashi che lo trafigge con il Mille Falchi. Tuttavia, resta vivo e mostra una delle sue abilità: egli possiede quattro maschere sulla schiena che fuoriescono, acquisiscono un corpo autonomo e sono in grado di attaccare. Una delle maschere muore appena esce, ma Kakuzu attacca i ninja della Foglia con vento, fulmine e terra. |                   |                  |
| 85 | Un terribile segreto 「恐るべき秘密」 - Osorubeki himitsu | 20 novembre 2008  | 2 giugno 2010    |
| 85 | Kakashi e il Team 10, resisi conto di essere in svantaggio contro le numerose tecniche del nemico, decidono di separare Hidan da Kakuzu. Shikamaru si offre di affrontare da solo Hidan, lo immobilizza con l'ombra e lo porta in una foresta. Kakashi, Choji e Ino restano a lottare contro Kakuzu che rivela loro di avere combattuto con il Primo Hokage giustificando la sua età con il fatto che ruba i cuori degli shinobi sconfitti per sostituirli al suo quando si deteriora: in questo modo, egli può avere fino a cinque cuori contemporaneamente e, dato che Kakashi ha ucciso una maschera, ne possiede ancora quattro. Intanto, Shikamaru tende dei fili con delle carte bomba attorno a Hidan, ma la sua tecnica svanisce e quest'ultimo ne approfitta per ferirlo, beve il suo sangue e inizia la cerimonia. Hidan si trafigge col paletto. |                   |                  |
| 86 | Il genio di Shikamaru 「シカマルの才」 - Shikamaru no sai | 4 dicembre 2008   | 3 giugno 2010    |
| 86 | Hidan si ferisce mortalmente, però, Shikamaru non muore. Egli spiega al nemico che il sangue che ha bevuto non è il suo, bensì quello di Kakuzu ed era stato prelevato, tramite una capsula, da Kakashi quando lo aveva colpito. Kakuzu stramazza al suolo un attimo prima di colpire mortalmente Kakashi e prelevarne il cuore. Tuttavia, una delle maschere si sacrifica per far tornare in vita Kakuzu che attacca nuovamente i tre, ma interviene il Team Yamato al completo per salvare la situazione. |                   |                  |
| 87 | Il castigo della maledizione 「人を呪わば穴二つ」 - Hito o norowaba ana futatsu | 4 dicembre 2008   | 4 giugno 2010    |
| 87 | Una volta arrivati, Kakashi illustra a Yamato la situazione e quest'ultimo invia Sakura e Sai in aiuto di Shikamaru mentre Naruto affronta Kakuzu. Shikamaru, dopo avere finto di essere esausto e avere annullato la tecnica, intrappola Hidan con le carte bomba e, dopo essersi ricordato di Asuma un'ultima volta, lo fa esplodere e cadere in una fossa scavata in precedenza. Intanto, Naruto mostra la sua nuova tecnica: il Rasenshuriken della quale Kakuzu sembra molto spaventato. |                   |                  |
| 88 | Arte del Vento: Rasen Shuriken 「風遁·螺旋手裏剣!」 - Fūton - Rasenshuriken! | 11 dicembre 2008  | 5 giugno 2010    |
| 88 | Naruto attacca Kakuzu con il Rasenshuriken, ma fallisce. Intanto, Shikamaru seppellisce vivo Hidan nonostante le minacce di quest'ultimo e lascia sorpresi Sai e Sakura al loro arrivo. Naruto decide di riprovarci (dicendo che non crescerà mai finché non ci riuscirà) e, questa volta, riesce a colpire in pieno Kakuzu con la sua nuova tecnica. Kakashi commenta di non essere riuscito a contare il numero di colpi ricevuti dal membro dell'Organizzazione Alba che cade a terra sconfitto. |                   |                  |

## DVD

### Giappone
Gli episodi della quarta stagione di Naruto: Shippuden sono stati distribuiti in Giappone anche tramite DVD, quattro o cinque per disco, dal 14 gennaio al 13 maggio 2009. Per la quarta e la quinta stagione è stato anche distribuito un dvd riassuntivo delle stagioni nominato The Brave Stories III "Saraba Asuma" e verrà pubblicato il 27 maggio 2015.
| N° | Data            | Dischi | Episodi | Extra |
| -- | --------------- | ------ | ------- | ----- |
| 1  | 14 gennaio 2009 | 1      | 72-75   | /     |
| 2  | 4 febbraio 2009 | 1      | 76-79   | /     |
| 3  | 4 marzo 2009    | 1      | 80-83   | /     |
| 4  | 13 maggio 2009  | 1      | 84-88   | /     |

| N° | Data           | Dischi | Episodi | Extra                |
| -- | -------------- | ------ | ------- | -------------------- |
| 1  | 27 maggio 2015 | 1      | 72-112  | Booklet di 16 pagine |